# 白山運動公園
白山運動公園は、新潟県小千谷市にある運動公園。

## 施設

### 陸上競技場
- 400mトラック8コース、大会運営棟。
- トラック、フィールド各900円（1時間）。
  - 市民が専用しないで使用する場合は無料。

### 多目的広場
- 総面積29,448m2（野球場2面又はサッカーコート1面）
- ナイター設備6基
- 1,500円（1時間:全面）

### 野球場
- 両翼90ｍ、中堅120ｍ
- スタンド3,800人収容
- ナイター設備6基
- 1,500円（1時間）

### テニスコート
- クレーコート、ハードコート、砂入人工芝各4面
- ナイター設備20基
- 1面450円（1時間）

### クラブハウス
- 鉄筋コンクリート造二階建て
- 1F
  - トイレ
- 2F
  - ロビー
  - シャワー室
  - 放送室

### シャンチェ
- 40m級シャンツェ
- ナイター設備7基
- 550円（1時間）
- 市民が専用しないで使用する場合無料。

### サイクリングロード・クロスカントリーコース
- サイクリングロード全長1.5km
- クロスカントリーコース全長1.8km
- 無料（ナイター照明1回300円）

### その他
- 児童公園
  - デンマーク製木製複合遊具、大型ローラー滑り台、くもの巣型遊具など。
- 駐車場
  - 第一駐車場 120台収容
  - 第二駐車場 300台収容
- 植樹の森･ライオンズの森･花木園･休養の森
  - バーベキューなどにも使用可能。
- 展望台
  - ウォーキングロード脇にある。小千谷市内が一望でき、越後三山や信濃川、弥彦山や守門岳なども眺められる。

## アクセス
- 関越自動車道 小千谷ICより車で約3分。